# هوارد فیلیپس
هوارد فیلیپس (انگلیسی: Howard Phillips; ۳ فوریهٔ ۱۹۴۱ – ۲۰ آوریل ۲۰۱۳) سیاست‌مدار محافظه‌کار اهل ایالات متحده آمریکا بود. وی از بنیانگذاران حزب قانون اساسی بشمار می‌آید. فیلیپس از نامزدهای انتخابات ریاست جمهوری ایالات متحده آمریکا در سالهای ۱۹۹۲، ۱۹۹۶ و ۲۰۰۰ بود.